# پلهم‌کتی
پلهم کتی، روستایی است از توابع بخش دابودشت شهرستان آمل در استان مازندران ایران.با شورای موفق 	سید هاشم حسینی٬ عباس تقی پور و	خانم مرضیه علیزاده و دهیار 	حسن تقی پور.

## جمعیت
این روستا در دهستان دابوی جنوبی قرار دارد و براساس سرشماری مرکز آمار ایران در سال ۱۳۸۵، جمعیت آن ۱۶۸ نفر (۴۳خانوار) بوده‌است.